# Duborg-Skolen

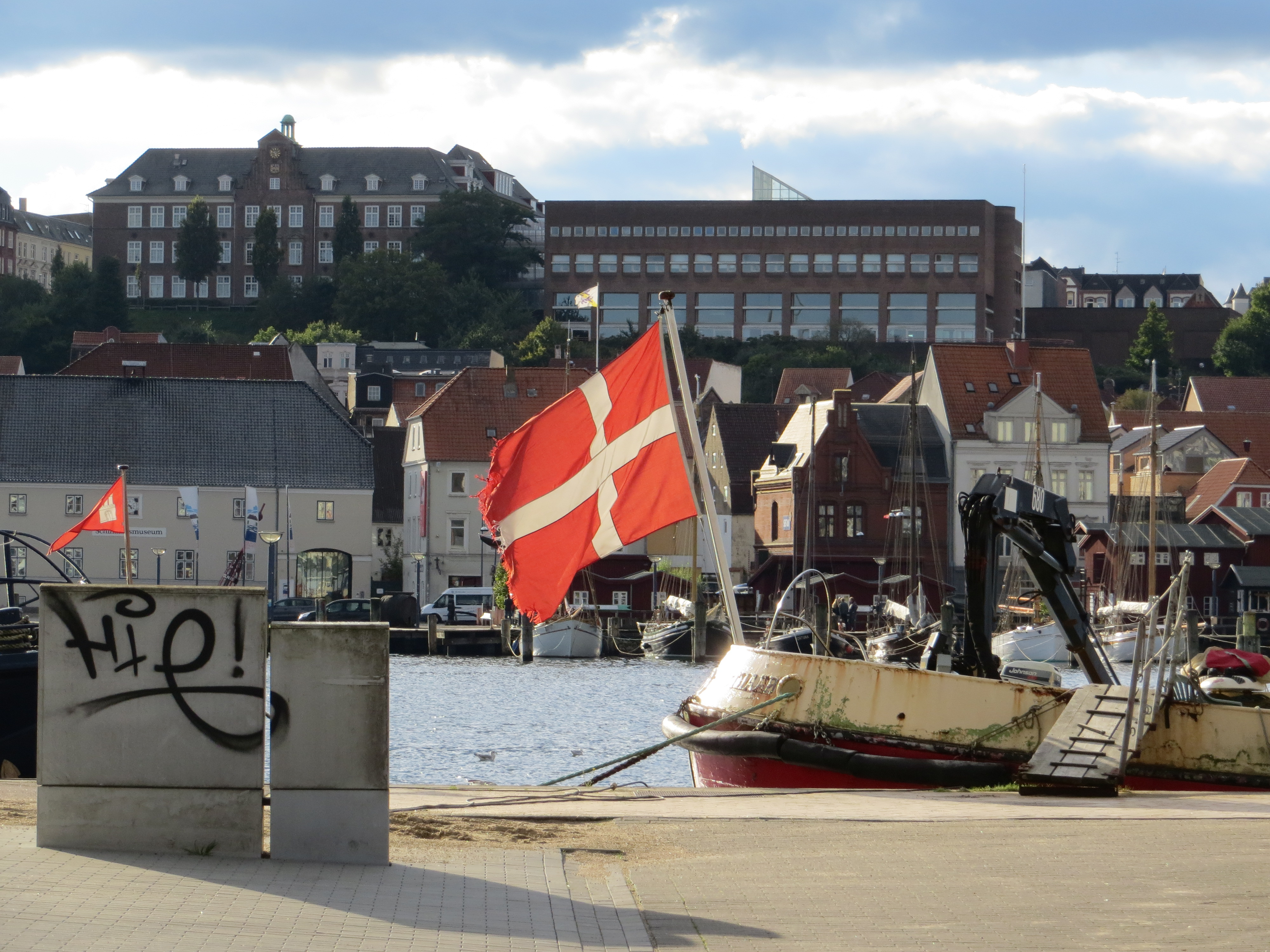
Blick von Jessen – Flensburger Fischmarkt am Ballastkai auf die Duborg-Skolen am Marienberg. Im Vordergrund der Dannebrog am Heck des 1962 erbauten Kutters Kimik

Duborg-Skolen (dänisch für Duburg-Schule) ist eine dänische Gemeinschaftsschule mit gymnasialer Oberstufe in Flensburg im Stadtbezirk Duburg. Die rund 540 Schüler (Stand 2017) gehören der dänischen Minderheit in Schleswig-Holstein an. Träger der Schule ist der dänische Schulverein für Südschleswig. Die Duborg-Skole und die erst 2008 eröffnete A. P. Møller-Skolen in Schleswig sind die einzigen dänischen Gymnasien südlich der Grenze.
Die 1920 als Realschule gegründete Schule zog 1923 vom Hjemmet in der Marienstraße auf den Marienberg (Duborg Banke), wo sich früher die von der dänischen Königin Margarethe I. errichtete Duburg befand. Die Duborg-Skolen gehört heute zu den Kulturdenkmalen der Stadt.

## Geschichte
Nachdem es nach dem Ersten Weltkrieg wieder möglich wurde, auf Dänisch zu unterrichten, sammelte sich im Mai 1920 ein Elternkreis mit dem Wunsch eine dänische Privatschule in Flensburg zu gründen. Bereits im 15. Oktober 1920 wurde die zukünftige Duborg-Skole vorläufig im Hjemmet in der Marienstraße in Flensburg als Realschule errichtet; dort, wo in den 1960er-Jahren das dänische Theater, Det lille Teater einzog. Schnell wurde deutlich, dass der Bau für die damaligen 108 Schüler zu klein war. Daher wurde am 31. März 1922 der Grundstein für eine größere Schule am heutigen Standort auf dem Marienberg gelegt. Das Gebäude wurde vom Architekten Andreas Dall, der zuvor die Burg Schöneck für die neue dänische Vertretung umgebaut hatte, im Heimatschutzstil (Bedre Byggeskik) geplant und gebaut. Am 16. April 1923 wurde der Bau fertiggestellt. An gleicher Stelle befanden sich im Mittelalter Vorhof und ein Teilstück des Torhauses der früheren Duburg (dänisch: Duborg), in dem die Pferde und Pferdeknechte untergebracht waren. Das eigentliche Schloss befand sich dort, wo sich heute die benachbarte Schloss-Duburg-Schule und eine Mietwohnhausgruppe befinden.
Seit 1949 verfügt die Schule auch über eine gymnasiale Oberstufe. Nach den Bonn-Kopenhagener Erklärungen von 1955 wurde das Abitur (studentereksamen) der Duborgskolen auch von deutscher Seite anerkannt. Im Jahr 1971 wurde für Schüler mit längeren Anfahrtswegen das ein Schülerwohnheim (Ungdomskollegiet) an der Marienhölzung errichtet. Als die Schule abermals zu klein wurde, wurde sie 1979 mittels eines modernen Baus auf der Nordseite erweitert. Bis zum Schuljahr 2007/08 war die Schule ein reines Gymnasium. Heute ist die Schule eine Gemeinschaftsschule (dänisch Fællesskole) mit gymnasialem Oberbau. Die Schülerzahl hat sich nach der Eröffnung des dänischen Gymnasiums in Schleswig in den letzten Jahren fast halbiert.
2016 gab die Duborg-Skolen bekannt, dass die 7.–10. Klasse der Schule aufgrund Modernisierungsmaßnahmen temporär in die Schulgasse verlegt wird.

## Schulprofil

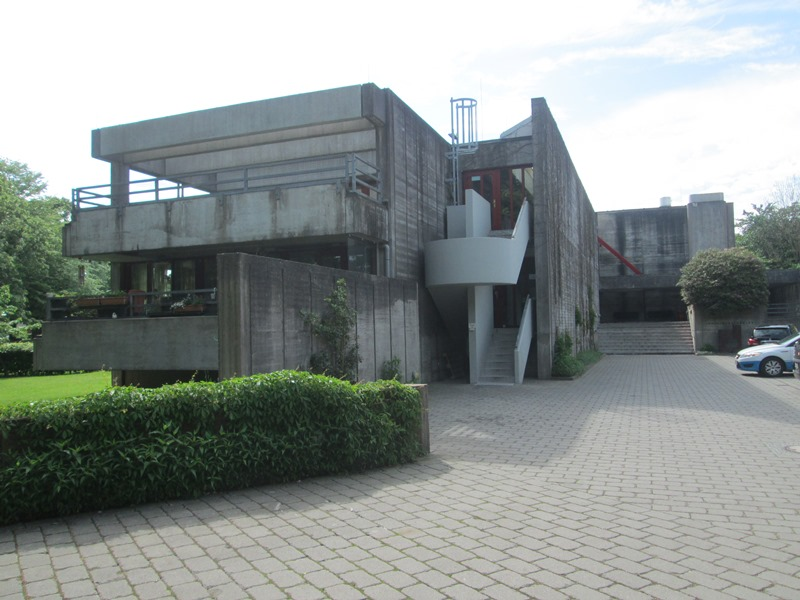
Ungdomskollegiet nahe der Marienhölzung.

An der Schule werden die Fächer Deutsch und Dänisch auf Muttersprachenniveau gelehrt. Die restlichen Fächer, mit Ausnahme der Fremdsprachen, werden alle auf Dänisch unterrichtet.
Das Abitur bereitet auf ein Hochschulstudium in Dänemark und Deutschland vor. Nach deutschem Recht ist die Schule eine Ersatzschule im Sinne des § 58 des Schulgesetzes des Landes Schleswig-Holstein. Die Abiturienten werden dementsprechend nach dänischen Kriterien und deutschem Lehrplan unterrichtet und geprüft. Bei dem höchsten erworbenen Schulabschluss handelt es sich um die deutsche allgemeine Hochschulreife (Abitur) entsprechend dem schleswig-holsteinischen Landesrecht. Diese wird in Dänemark ebenso anerkannt, wie die Bundesrepublik Deutschland die durch die Institutionen der deutschen Minderheit in Dänemark vergebenen dänischen Schulabschlüsse anerkennt. So ist gewährleistet, dass die Angehörigen der nationalen Minderheiten Zugang zu den Hochschulen des jeweils anderen Landes haben.

## Schüler-Wohnheim im Marienhölzungsweg
Für Schüler mit längeren Anfahrtswegen gibt es ein dänisches Schüler-Wohnheim im Marienhölzungsweg (Ungdomskollegiet).

## Abifeier
Seit Mitte der 1980er-Jahre treten die Abiturienten am Ende ihrer Schulzeit in der Öffentlichkeit dadurch in Erscheinung, dass sie die dänischen weiß/bordeauxfarbene Studentenmützen tragen, wenn sie gemeinsam vom dänischen Generalkonsulat über den Heiligengeistgang und die Große Straße bis zum Neptunbrunnen am Nordermarkt ziehen und nach ihrer erfolgreichen Prüfung „Vi er studenter!“ bzw. „Wir sind Studenten!“ rufen. Dem Schluck aus der Flasche folgt per feierlicher „Neptuntaufe“ ein Bad im Brunnen oder der nahgelegenen Förde.

## Entwicklung der Schülerzahlen
- 1920: 108
- 1930: 354
- 1940: 208
- 1950: 667
- 1960: 292
- 1970: 431
- 1980: 938
- 1990: 801
- 2000: 950
- 2005: 1037
- 2007: 1061
- 2008: 1015
- 2012: 537
- 2014: 588
- 2015: 527
- 2016: 540
- 2020: 583

## Persönlichkeiten

### Schulleiter
- Jens Kristian Pedersen (1920)
- Julius Bogensee (1920–1921)
- Andreas Hanssen (1921–1940)
- Bernhard Hansen (1941–1946)
- Henry Jensen (1946–1962)
- Knud Fanø (1962–1989)
- Erik Jensen (1989–2003)
- Ebbe Benedikt Rasmussen (2003–2019)
- Heino Aggedam (seit 2019)

### Schüler
- Willy-August Linnemann (1914–1985), Schriftsteller, verbrachte seine Realschulzeit an der Schule
- Karl Otto Meyer (1928–2016), SSW-Politiker
- Karin Johannsen-Bojsen (* 1936), Schriftstellerin, Abitur 1954
- Anke Spoorendonk (* 1947), SSW-Politikerin, Abitur 1966
- Flemming Meyer (* 1951), SSW-Politiker, Abitur 1971
- Sven Gaul (* 1953), Schlagzeuger der dänischen Band tv·2, Abitur
- Simon Faber (* 1968), Oberbürgermeister der Stadt Flensburg, Abitur 1987
- Sünje Lewejohann (* 1972), Schriftstellerin, Abitur 1992
- Sebastian Hackert (1978–2009), Musikproduzent (u. a. von Deichkind), Abitur 1995
- Stefan Seidler (* 1979), SSW-Politiker, Abitur 2000
- Nis-Momme Stockmann (* 1981), Autor und Theaterregisseur, Abitur
- Rasmus Andresen (* 1986), Politiker der Partei Bündnis 90/Die Grünen, Abitur 2005
- Michael Schulte (* 1990), Sänger, Abitur 2009
- Mats Rosenbaum (* 2000), SSW-Politiker, Abitur 2020

## Verschiedenes
- Vom Aussichtsplateau vor der Schule ist die Hafeneinfahrt sowie in der Ferne das Rote Schloss in Mürwik  erkennbar und auch die okseøer sind zu erkennen.